# Бжустув (гміна Бендкув)
Бжустув (пол. Brzustów) — село в Польщі, у гміні Бендкув Томашовського повіту Лодзинського воєводства.
Населення — 147 осіб (2011).
У 1975-1998 роках село належало до Пйотрковського воєводства.

## Демографія
Демографічна структура станом на 31 березня 2011 року:
|          | Загалом | Допрацездатний вік | Працездатний вік | Постпрацездатний вік |
| -------- | ------- | ------------------ | ---------------- | -------------------- |
| Чоловіки | 67      | 14                 | 41               | 12                   |
| Жінки    | 80      | 12                 | 39               | 29                   |
| Разом    | 147     | 26                 | 80               | 41                   |